# Volemys musseri
Volemys musseri är en däggdjursart som först beskrevs av Lawrence 1982.  Volemys musseri ingår i släktet Volemys och familjen hamsterartade gnagare. IUCN kategoriserar arten globalt som otillräckligt studerad. Inga underarter finns listade.
Arten blir 90 till 129 mm lång (huvud och bål), har en 47 till 70 mm lång svans och 18 till 23 mm långa bakfötter. På ovansidan förekommer mörkbrun päls och undersidan är täckt av gråa hår, ibland med ljusbrun skugga. Svansen är mörkbrun på toppen och ljusbrun på undersidan. Fram- och baktassar har på ovansidan ljusbrun päls.
Denna sork är bara känd från ett litet område i centrala Kina i Sichuan. Arten vistas där i bergstrakter som är 2300 till 3700 meter höga. Habitatet utgörs av klippiga bergsängar.